# Mohamed Kedir
Mohamed Kedir (Etiopía, 18 de septiembre de 1954) es un atleta etíope retirado, especializado en la prueba de 10000 m en la que llegó a ser medallista de bronce olímpico en 1980.

## Carrera deportiva
En los JJ. OO. de Moscú 1980 ganó la medalla de bronce en los 10000 metros, con un tiempo de 27:44.64 segundos, llegando a meta tras su compatriota Miruts Yifter y el finlandés Kaarlo Maaninka.